# Minamoto no Yoshishige
Minamoto no Yoshishige (源 義重), född 1135, död 1202, var stamfader för Nitta-linjen av Minamoto-klanen. Han var också känd under namnen Nitta Tarō och Nitta Yoshishige.
Yoshishiges far var Minamoto no Yoshikuni och hans farfar var Minamoto no Yoshiie.
Yoshishige utnämndes efter sin död till Chinjufu-shogun, (Befälhavare för Norra Försvaret). Det dröjde ända till 1611, under det andra Tokugawa-shogunatet.